# 群馬県立尾瀬高等学校
群馬県立尾瀬高等学校（ぐんまけんりつ おぜこうとうがっこう）は、群馬県沼田市利根町にある県立高等学校。男女共学である。
群馬県内の高等学校としては、最北端に位置する。

## 沿革
- 1962年 - 群馬県立沼田高等学校武尊分校開設
- 1968年 - 群馬県立武尊高等学校として独立
- 1996年 - 群馬県立尾瀬高等学校と改称、自然環境科が新設
- 2003年 - 沼田市立利根中学校と片品村立片品中学校の間で連携型中高一貫教育開始

## 学科
- 普通科
- 自然環境科（尾瀬国立公園や武尊山をフィールドにした観察・研究で有名。国内留学生が多い。）

## 著名な出身者
- 萩原貴則（スキー選手）
- 星野秀孝（元プロ野球選手）